# Devagodu, Koppa
Devagodu là một làng thuộc tehsil Koppa, huyện Chikmagalur, bang Karnataka, Ấn Độ.